# Hăsnășenii Noi
Hăsnășenii Noi è un comune della Moldavia situato nel distretto di Drochia di 1.736 abitanti al censimento del 2004

## Località
Il comune è formato dall'insieme delle seguenti località (popolazione 2004):
- Hăsnășenii Noi (1.194 abitanti)
- Lazo (542 abitanti)